# Phil Cohran
Kelan Phil Cohran (Oxford (Mississippi)), 8 mei 1927 – Chicago, 28 juni 2017) was een Amerikaanse trompettist en multi-instrumentalist in de jazz. Hij werd het meest bekend als trompettist in het Sun Ra Arkestra en door zijn betrokkenheid bij de oprichting van de Association for the Advancement of Creative Musicians (AACM).

## Biografie
Cohran groeide op in Saint Louis (Missouri). Begin jaren vijftig speelde hij trompet in groepen van Jay McShann, daarna speelde hij in een band in de Amerikaanse marine.
In 1959 werd hij door John Gilmore geïntroduceerd bij Sun Ra. Hij speelde onder meer mee op de albums Fate In A Pleasant Mood en Angels and Demons at Play. Meestal speelde hij trompet, soms snaarinstrumenten als de citer.
Toen Arkestra in 1961 naar Chicago ging, besloot Cohran niet mee te gaan. In 1965 speelde hij een rol in de oprichting van de Association for the Advancement of Creative Musicians (AACM). Hij richtte het Artistic Heritage Ensemble op met onder meer Pete Cosey, toekomstige blazers van Earth, Wind and Fire en percussionist 'Master' Henry Gibson. Hij speelde toen al veel instrumenten: de harp, kornet, hoorn, baritonsaxofoon en percussie. De groep nam rond 1967 het album On the Beach op.
Al vroeg in zijn loopbaan vond Cohran een elektrisch versterkte lamellofoon op, een instrument dat hij de frankiphone of space harp noemde, feitelijk een elektrisch versterkte mbira of kalimba. Hij bespeelde dit instrument op enkele vroege albums van Sun Ra. Het instrument inspireerde Maurice White om zo'n elektrisch versterkte kalimba te gebruiken tijdens optredens van Earth, Wind & Fire. Volgens Cohran heeft hij White en diens broers in hun jeugd muziek geleerd. De frankiphone is te horen op de titeltrack van On the Beach, alsook het nummer "New Frankiphone Blues".
Enkele zonen van Cohran spelen in het Hypnotic Brass Ensemble: een groep met vier trompetten, twee trombones, een eufonium, een sousafoon en drums. Cohran gaf les aan Northeastern Illinois University's Center for Inner City Studies. Hij overleed op 90-jarige leeftijd in Chicago.

## Discografie

### Als leider
- On the Beach (1968)
- Spanish Suite (1968) Katalyst / Tizona
- Armageddon (1968) Katalyst / Tizona
- The Malcolm X Memorial (1968)
- African Skies (1993, Captcha Records) als 'Kelan Phil Cohran And Legacy'
- Single (2007)

### Als 'sideman'
met Sun Ra
- Interstellar Low Ways (1959)
- Holiday for Soul Dance (1960)
- Fate in a Pleasant Mood (1960)
- Angels and Demons at Play (1965)

## Filmografie
- Skywatchers of Africa (2002), als componist